# Tantalus Peak
Tantalus Peak är en bergstopp i Antarktis. Den ligger i Östantarktis. Nya Zeeland gör anspråk på området. Toppen på Tantalus Peak är 2 220 meter över havet.
Terrängen runt Tantalus Peak är platt västerut, men österut är den kuperad. Trakten är obefolkad. Det finns inga samhällen i närheten.